# 이인권 (아나운서)
이인권 李寅權(1990년 10월 7일 ~ )은 대한민국의 SBS 공채 아나운서이다.

## 학력
- 고려대학교 보건환경융합과학부 (학사)

## 경력
- 2016년 : SBS 22기 공채 아나운서

## 진행 프로그램
- 2017년 3월 27일 ~ 2018년 3월 9일, 2019년 1월 21일 ~ 2020년 8월 28일 : SBS 파워 스포츠
- 2018년 4월 9일 ~ 2019년 1월 18일, 2021년 2월 15일 ~ 2021년 10월 26일 : SBS 오 뉴스
- 2018년 3월 31일 ~ 2020년 2월 5일 : SBS 조정식의 펀펀 투데이 수요일 고정 출연 <조머니의 짤랑짤랑>
- 2019년 3월 8일 ~ 2022년 4월 29일 : SBS 톡톡 정보 브런치
- 2020년 9월 19일 ~ 현재 : SBS 접속! 무비월드
- 2021년 11월 8일 ~ 현재 : SBS 좋은 아침
- 2023년 7월 2일 ~ 2024년 11월 24일 : SBS 맨 인 블랙박스
- 2023년 8월 21일 ~ 현재 : SBS 이인권의 펀펀투데이
- 2025년 6월 30일 ~ 현재 : SBS 생방송 투데이